# Testament de Heiligenstadt

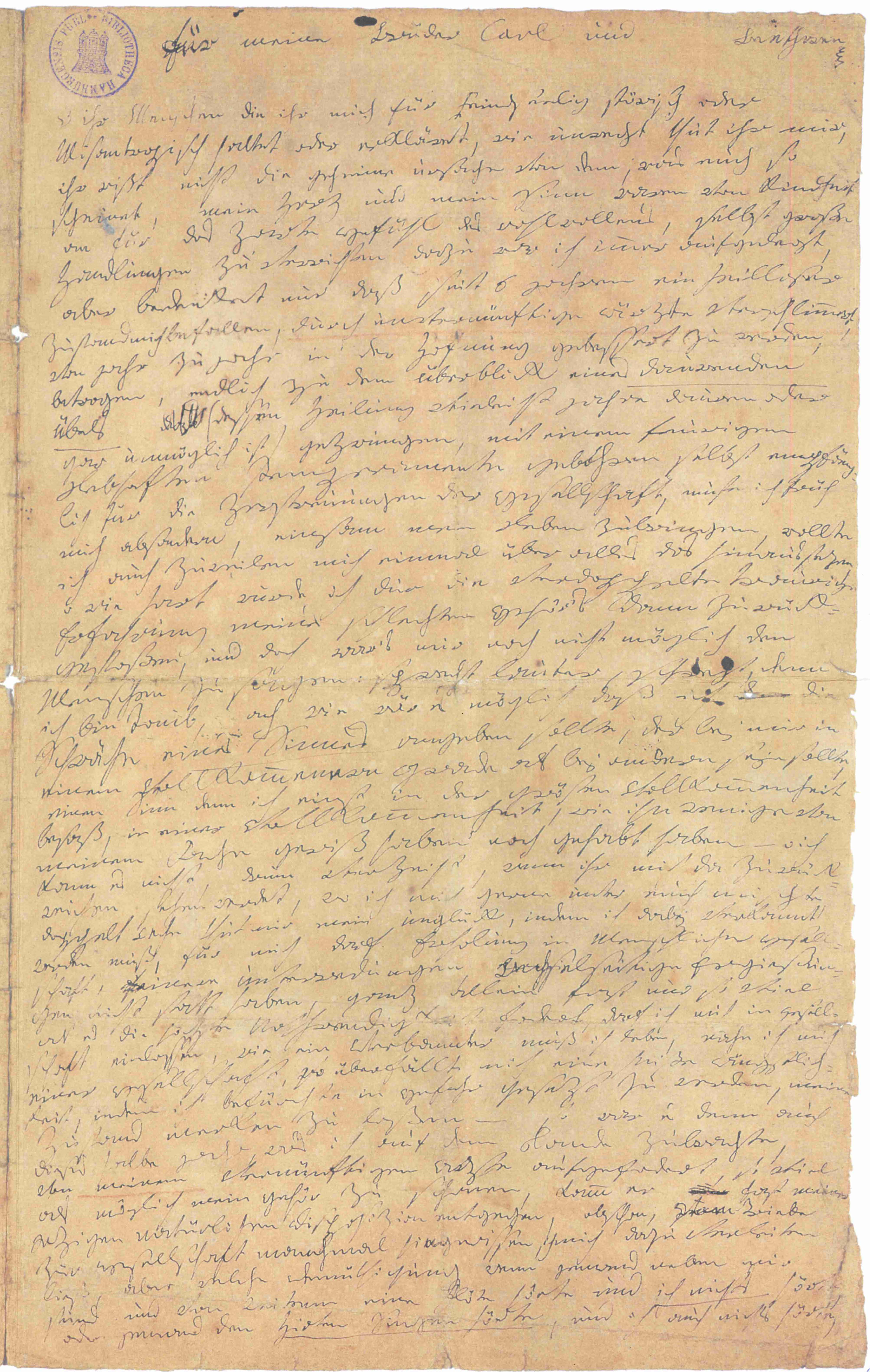
Facsímil del testament de Heiligenstadt

El testament de Heiligenstadt (en alemany, Heiligenstädter Testament) és una carta escrita pel compositor alemany Ludwig van Beethoven als seus germans Karl i Johann a Heiligenstadt (Àustria) el 6 d'octubre de 1802. La carta relata la desesperació del compositor per l'evolució de la seva sordesa i els seus desitjos de sobreposar-se a les seves xacres físiques i emocionals per completar el seu destí artístic. Beethoven va guardar el document amagat entre els seus papers privats durant la resta de la seva vida i probablement mai l'hi va mostrar a ningú. Va ser descobert al març de 1827, després de la mort del compositor per Anton Felix Schindler i Stephan von Breuning, els quals el van publicar l'octubre d'aquest mateix any.
Una curiositat del document és que, mentre que el nom de Karl apareix en els llocs adequats, apareixen espais en blanc a l'esquerra de les aparicions del nom de Johann (com en la cantonada superior esquerra de la imatge que es mostra en aquest article). Aquest fet ha provocat nombroses especulacions, des que Beethoven no estava segur del nom complet de Johann (que era Nikolaus Johann) fins que tenia sentiments contradictoris sobre els seus germans, per transferir al noi el seu odi de tota la vida cap al seu pare alcohòlic i abusiu, també anomenat Johann.